# Philibert Babou de la Bourdaisière
Philibert Babou de la Bourdaisière (Brisighella, 1513 - Roma, 25 de janeiro de 1570), foi um cardeal do século XVII

## Biografia
Nasceu em Brisighella em 1513, de família francesa. Filho de Philibert Naldi Babou e Maria Gaudin. Irmão e sucessor de Jacques Babou de la Bourdaisière, bispo de Angoulême. Seu sobrenome também está listado como Naldi; como Babot; e como Babo.
Estudou grego e latim; obteve seu diploma na Universidade de Paris, Paris.
Eleito bispo de Angoulême em 13 de janeiro de 1533; administrador até atingir a idade canônica. Consagrado (nenhuma informação encontrada). Conselheiro e mestre de memoriais na corte de Henrique II da França. Decano de Saint-Martin-de-Tours. Foi a Roma em fevereiro de 1556. Embaixador em Roma do rei Henrique II da França; permaneceu como embaixador dos reis Francisco II e Carlos IX.
Criado cardeal sacerdote no consistório de 26 de fevereiro de 1561; recebeu o barrete vermelho e o título de S. Sisto, em 10 de março de 1561. Administrador de Auxerre, em 16 de dezembro de 1562. Participou do Concílio de Trento, 1562-1563. Optou pelo título de S. Martino ai Monti, em 17 de novembro de 1564. Não participou do conclave de 1565-1566, que elegeu o Papa Pio V. Renunciou ao governo da diocese de Angoulême antes de 4 de junho de 1567. Optou pelo título de S. Anastasia, 14 de maio de 1568. Camerlengo do Sagrado Colégio dos Cardeais, 11 de janeiro de 1570 até sua morte, duas semanas depois.
Morreu em Roma 25 de janeiro de 1570, à noite, de repente, no palácio de S. Apolinário, em Roma. Sepultado na igreja de S. Luigi dei Francesi, Roma.